# Lisa Pauwels
Lisa Pauwels (27 mei 1997) is een Belgisch korfbalster.

## Levensloop
Pauwels startte op vierjarige leeftijd met korfbal. Eerst speelde ze bij Mercurius en vervolgens bij Sikopi. Daarna maakte ze de overstap naar Riviera en sinds seizoen 2020-'21 treedt ze aan bij Floriant. Met deze club won ze in seizoen 2021-22 zowel de zaaltitel als de veldtitel. Tevens werd Pauwels op het einde van dat seizoen uitgeroepen tot 'speelster van het jaar'.
Tevens maakt ze deel uit van het Belgisch nationaal team, waarmee ze onder meer zilver won op de Wereldspelen van 2022.
Van beroep is ze kleuterjuf. Haar zus Amy en broer Glenn zijn ook actief in het korfbal.